# Nartostrada

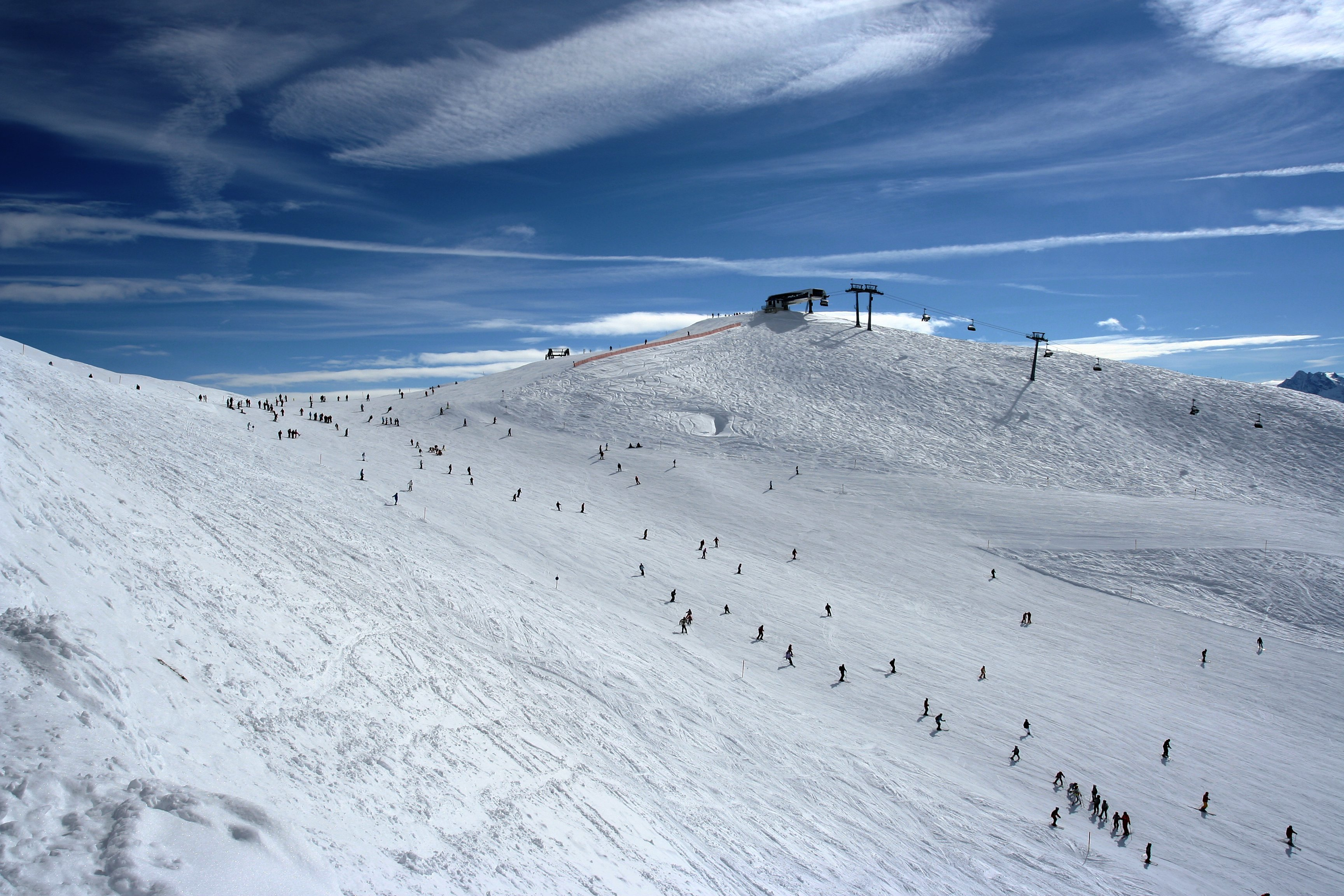
Nartostrada w Zillertal w Austrii

Nartostrada – trasa narciarska o niskim stopniu trudności (niskim stopniu nachylenia również), prowadząca do dolnej stacji wyciągu, ale nie najkrótszą drogą tak jak stok narciarski, który biegnie w pobliżu wyciągu. Nartostrady nie prowadzą bezpośrednio w dół doliny tak jak stoki, czasami biegną wręcz w poprzek stoku (np. gdy niebieska nartostrada przecina stok czerwony w którymś jego punkcie, np. na Jaworzynie Krynickiej – dwukrotnie). Czasami nartostrady są zrobione przez człowieka, we wcześniej wyżłobionych w tym celu półkach. Trasa narciarska może np. zaczynać się trasą zjazdową i kończyć nartostradą, tak jak np. trasa nr 5 z Pilska do Korbielowa.